# Сигов, Александр Сергеевич
Алекса́ндр Серге́евич Си́гов (род. 31 мая 1945, Сталино, СССР) — советский и российский физик, академик Российской академии наук (2011), президент РТУ МИРЭА, специалист в области физики твердого тела, твердотельной электроники и физического материаловедения, заслуженный деятель науки Российской Федерации, Почётный работник высшего профессионального образования РФ, лауреат Государственной премии РФ, премии Правительства РФ в области образования и двух премий Правительства РФ в области науки и техники, премии им. М. В. Ломоносова в области науки и образования, член Научного совета при Совете Безопасности РФ, председатель Научного совета РАН по физике сегнетоэлектриков и диэлектриков, член бюро объединённого совета РАН по физике конденсированных сред, член Европейского физического общества, IEEE, Института инженерии и технологий (IET).
Под его руководством защищено 25 кандидатских диссертаций, 18 его учеников стали докторами наук.
Автор и соавтор более 600 научных трудов, 38 монографий и учебников, 34 изобретения.
Главный редактор научных журналов «Электроника», «Наноматериалы и наноструктуры», заместитель главного редактора журнала «Integrated Ferroelectrics», входит в состав редакционных коллегий и советов международных и российских журналов: «Известия РАН. Серия физическая», «Микросистемная техника», «Инженерное образование», «Фотоника» и многих других.
Вдохновитель и организатор Межвузовского литературного форума им. Н. С. Гумилёва «Осиянное Слово». Член НП «Национальный союз библиофилов».

## Биография
- В 1962 году окончил с золотой медалью среднюю школу в Киеве.
- В 1968 году окончил с отличием физический факультет Московского государственного университета им. М. В. Ломоносова по кафедре квантовой теории.
- В 1971 году окончил аспирантуру физфака МГУ и был распределён в МИРЭА, где и работает по настоящее время.
- В 1972 году защитил кандидатскую диссертацию «Статические и динамические свойства доменных границ с поперечными связями в тонких ферромагнитных пленках».
- В 1985 году защитил докторскую диссертацию «Влияние дефектов на физические свойства кристаллов вблизи структурных и магнитных фазовых переходов».
- В 1988 году А. С. Сигову было присвоено звание профессора.
- С 1985 по 1998 годы избирался деканом факультета электроники и оптоэлектронной техники МИРЭА.
- С мая 1998 по июнь 2013 года А. С. Сигов — ректор МИРЭА.
- В 2006 году избран членом-корреспондентом РАН по Отделению информационных технологий и вычислительных систем РАН по специальности «Информационные системы и элементная база».
- В 2011 году избран действительным членом Российской академии наук.
- С 2013 года — президент РТУ — МИРЭА

## Награды
- медаль «В память 850-летия Москвы» (1997);
- заслуженный деятель науки Российской Федерации (4 июля 1997) — за заслуги перед государством и многолетнюю плодотворную работу по подготовке высококвалифицированных специалистов и научных кадров[1];
- медаль «200 лет Министерству обороны» (2002);
- государственная премия Российской Федерации в области науки и техники (2003) — за работу «Научно-технические основы создания многокомпонентных материалов и групповых технологий холодного и горячего плакирования»[2];
- премия имени М. В. Ломоносова (2003);
- орден «За заслуги перед Отечеством» IV степени (22 сентября 2006) — за большой вклад в развитие образования и науки[3];
- премия Правительства Российской Федерации в области образования (2008) — за научно-практическую разработку «Методология формирования активной жизненной позиции учащейся молодежи в условиях перехода России на путь устойчивого развития» для непрерывного образования;
- премия Правительства Российской Федерации в области науки и техники (2011) — за разработку эффективных алгоритмов обработки информации и создание отказоустойчивых интегрированных вычислительных комплексов, устройств и компонентов для бортовых систем обеспечения безопасности функционирования летательных аппаратов[4];
- орден Почёта (26 августа 2016) — за большой вклад в развитие науки, образования, подготовку квалифицированных специалистов и многолетнюю добросовестную работу[5];
- орден «За заслуги перед Отечеством» III степени (4 ноября 2022) — За заслуги в научно-педагогической деятельности, подготовке квалифицированных специалистов и многолетнюю добросовестную работу;
- Государственная премия Российской Федерации;
- премия имени М. В. Ломоносова;
- почётный работник высшего профессионального образования Российской Федерации.

## Публикации
- Defects and Structural Phase Transitions. — New-York, 1987.
- Стабилизация сверхпроводящих магнитных систем. — М., 1991.